# オパス・アヴァントラ
オパス・アヴァントラ（Opus Avantra）は、さまざまなジャンルを組み合わせたイタリアのバンドである。イタリアン・プログレッシブ・ロックやアヴァン・プログに分類されることもある。バンドは「Nurse with Woundリスト」に載っており、コンセプト・アルバムをリリースしている。

## 略歴
オパス・アヴァントラは、1973年にヴェネト州で、ソプラノのドネッラ・デル・モナコ、テノールのマリオ・デル・モナコ（コンセプト、ボーカル、作詞）、ピアニストで作曲家のアルフレード・ティゾッコ（アンサンブル指揮、作曲、ピアノ、キーボード）、哲学者のジョルジョ・ピゾット（イデオロギー家であり霊感を受けた人）、プロデューサーのレナート・マレンゴで構成されるグループによって結成された。
多くのゲスト・ミュージシャンとのコラボレーションにより、彼らは1974年にファースト・アルバム『Opus Avantra-Donella Del Monaco』（最初の曲のタイトルである『イントロスペツィオーネ (内省)』として知られる）をTridentレーベルから、翌年にはアルバム『ロード・クロムウェル（七つの大罪）』（Artis Recordsレーベル）をリリースした。
その名前は3つの部分に分かれており、「OPUS（オペラ）」「AVAN（アヴァンギャルド）」「TRA（伝統）」という主要な関心に由来している。この名前は、アヴァンギャルドな音楽のムーブメントになることを意図したグループのイデオロギーを要約しているが、そのルーツは伝統の研究と回復にあることも表している。革新、つまり現代言語として不可欠であると考えられるものは、伝統に反対することはできず、むしろそのレビューと再解釈の流れに由来するということである。
さまざまな「ジャンル」と「スタイル」の音楽を越境するオパス・アヴァントラの音楽は、シンフォニック・ポップの分野、民族音楽、歌といったものからだけでなく、コンテンポラリー・ジャズ、実験音楽、偶然性の音楽と共通のスレッド、「ロック・イン・オポジション」のセンスといったものからインスピレーションを受けている。オパス・アヴァントラのこの感覚は、フュージョンというムーブメントの境界線を越える前兆であった。
『内省』から『ストラータ (大夜想曲)』までのオパス・アヴァントラのアルバムは、現在まで日本で定期的に再版されており、これらの再発がこの国で長年にわたって受け入れられてきた成功は、3人の創始者（ドネッラ・デル・モナコ、アルフレード・ティゾッコ、ジョルジョ・ピゾット）が東の地（日本）でツアーを開催することを示唆していた。
グループは、ルーマニアのブカレスト（3月20日、シアター・アーカブ）でのプレビューの後、2008年4月12日に川崎・CLUB CITTA'において待望となる初来日公演を行った。
新しいアンサンブルは、ドネッラ・デル・モナコ（ボーカル）、アルフレード・ティゾッコ（キーボード）、ジョルジョ・ピゾット（マジスター・テネブララム）、マウロ・ハンマー（フルート）、ヴァレリオ・ガラ（ドラム）によって構成された。彼らはライブのために、『内省』の全曲と、その他3枚のアルバム、『ロード・クロムウェル（七つの大罪）』（1975年）、『ストラータ (大夜想曲)』（1989年）、『リリックス（叙情詩）』（1995年）からの曲のセレクションを作成した。

## コンセプト・アルバム
1975年のレコード『ロード・クロムウェル（七つの大罪）』は、7つの大罪についてのコンセプト・アルバムであり、各曲は特定の悪に対する音楽的表現である。2008年に日本でライブ演奏された。

## 編成
バンドの歌手であるドネッラ・デル・モナコは、マリオ・デル・モナコの姪である。作曲家兼キーボード奏者はアルフレード・ティゾッコで、ソロ・キャリアも持っている。ある時には、イタリアン・プログレッシブ・ロック・グループに属するバンド、Nuova Ideaからパオロ・シアニがメンバーとなった。

## ディスコグラフィ

### スタジオ・アルバム
- 『イントロスペツィオーネ (内省)』 - Introspezione (1974年)
- 『ロード・クロムウェル（七つの大罪）』 - Lord Cromwell Plays Suite For Seven Vices (1975年)
- 『ストラータ (大夜想曲)』 - Strata (1989年)
- 『リリックス（叙情詩）』 - Lyrics (1995年)
- 『ロウコス - 魔法の場所（ヴェネツィアの幻影）』 - Loucos - Nel Luogo Magico （2021年）

### ライブ・アルバム
- 『ライヴ・コンサーツ（抄出）』 - Live Concert Excerpts (2003年)[7]

### コンピレーション・アルバム
- 『オパス・マグナム』 - Opus Magnum (2002年) ※アルフレード・ティゾッコのソロを含む4CDコレクション
- 『オメガ』 - Omega (2003年) ※アルフレード・ティゾッコのソロを含む4CDコレクション

### シングル
- "Il pavone/Ah doleur" (1974年)[1]
- "Allemanda/Flowers on Pride" (1975年)[1]